# Stanisław Szczęsny Potocki
Il conte Stanisław Feliks Szczęsny Potocki, in russo Станислав Щенсный Потоцкий? (Červonohrad, 1753 – Tul'čyn, 15 marzo 1805), è stato un nobile e politico polacco.

## Biografia
Era figlio unico del conte Franciszek Salezy Potocki, governatore della Volinia e di Kiev, e della contessa Anna Elżbieta Potocka, entrambi appartenenti ad un ramo dell'antica famiglia di origine rutena dei Potocki. Il suo avo era Stanisław Rewera Potocki, un etmano.

## Carriera
Nel 1773 si immerse nella vita politica polacca e ricoprì la carica di governatore. Dopo la morte del principe August Aleksander Czartoryski nel 1782, Stanislao II Augusto Poniatowski gli conferì il titolo di voivoda di Rutenia e il grado di tenente generale.
Venne eletto nel 1784 come deputato di Bracław alla Sejm dei quattro anni (Sejm Czteroletni, 1788-1792), impegnandosi a difendere i diritti dell'alta aristocrazia, ma sostenne anche le riforme culturali e illuministe che proclamava il re.
Protestò contro la Costituzione polacca di maggio del 1791 e con alcuni compagni si recò a San Pietroburgo, dove spinto dalla zarina Caterina II diede vita alla confederazione di Targowica e con un'abile mossa politica indusse l'imperatore Leopoldo II ad appoggiare i nobili polacchi.
Fu condannato a morte in contumacia durante la rivolta di Kościuszko ed il suo ritratto fu appeso come gesto simbolico di impiccagione nella piazza del mercato di Varsavia.
Prestò servizio nell'esercito russo come generale di fanteria e il suo ritratto e le sue insegne furono omaggiate ed esposte in una piazza di Varsavia.
Massone, fu Gran Maestro del Grande Oriente di Polonia dal 1785 al 1789.

## Matrimoni

### Primo matrimonio
Sposò in segreto e contro il volere dei genitori Gertrude Komarovskaja (?-1771) il 26 dicembre 1770; non ebbero figli.

### Secondo matrimonio
Sposò, il 1º dicembre 1774, Josephine Amalia Mnishek (1752-1798), figlia del generale August Jerzy Mnishek. Ebbero undici figli:
- Pelagia Rose (1775-1846): sposò in prime nozze il principe Franciszek Sapieha e in seconde nozze il principe Pavel Sapieha;
- Felix Jerzy (1776-1809);
- Louise Sof'ja (1779-1850): sposò Jozef Kossakowski;
- Victoria (1780-1826): sposò in prime nozze l'aristocratico francese Louis Antoine de Choiseul-Octavius Gufe e in seconde nozze il generale russo Aleksej Nikolaevič Bachmetev;
- Rose (1780-1862): sposò in prime nozze il generale Anton Potocki e in seconde nozze il conte Władysław Grzegorz Branicki;
- Constance (1781-1852): sposò in prime nozze il conte Jan Potocki e in seconde nozze il conte Edward Raczynski;
- Jaroslav (1781-1838);
- Stanislav Potocki (1786-1831);
- Octavia (1787-1842): sposò Jan Kajetana Sveykovskov;
- Vladimir (1788-1812);
- Idalia (1793-1859): sposò il principe Nikolaj Sapieha.

### Terzo matrimonio
Sposò, il 17 aprile 1798, Sof'ja Kostantinovna Clavone (1760-1822). Ebbero cinque figli:
- Aleksandr Stanislavovič (1798-1868);
- Mieczyslaw Stanislavovič (1799-1876);
- Sof'ja Stanislavovna (1801-1875): sposò il conte Pavel Dmitrievič Kiselëv;
- Olga Stanislavovna (1803-1861): sposò il tenente generale Lev Aleksandrovič Naryškin;
- Boleslav Stanislavovič (1805-1893).

## Morte
Morì il 15 marzo 1805. La sua tomba venne saccheggiata da polacchi che non avevano perdonato il suo tradimento nei confronti della Polonia.